# Đội tuyển bóng đá bãi biển quốc gia Malta
Đội tuyển bóng đá bãi biển quốc gia Malta đại diện Malta ở các giải thi đấu bóng đá bãi biển quốc tế, được điều hành bởi Hiệp hội bóng đá Malta, cơ quan quản lý bóng đá ở Malta.
Malta có màn ra mắt quốc tế tại Đại hội thể thao bãi biển Địa Trung Hải 2015. Huấn luyện viên cũ của Hungary, Massimiliano De Celis, là huấn luyện viên của đội bóng ở giải đấu 2015, nhưng khi hết giải đấu thì ông từ chức.

## Đội hình hiện tại
Tính đến tháng 9 năm 2015
Ghi chú: Quốc kỳ chỉ đội tuyển quốc gia được xác định rõ trong điều lệ tư cách FIFA. Các cầu thủ có thể giữ hơn một quốc tịch ngoài FIFA.
| Số | VT | Quốc gia | Cầu thủ                 |
| -- | -- | -------- | ----------------------- |
| 1  | TM | Malta    | Ivan Cassar             |
| 2  | HV | Malta    | Ronald Spina            |
| 4  | TV | Malta    | Julian Briffa (captain) |
| 5  | HV | Malta    | Justin Camilleri        |
| 6  | TĐ | Malta    | Mark Camilleri          |

| Số | VT | Quốc gia | Cầu thủ                 |
| -- | -- | -------- | ----------------------- |
| 7  | TĐ | Malta    | Ronnie Celeste          |
| 8  | HV | Malta    | George Frendo           |
| 9  | TV | Malta    | Gilbert Martin          |
| 10 | HV | Malta    | Diego Armando Cucciardi |
| 12 | TM | Malta    | Roderick Camilleri      |

## Thành tích
- Đại hội thể thao bãi biển Địa Trung Hải Best: Hạng 11
  - 2015

## Thành tích thi đấu

### Đại hội thể thao bãi biển Địa Trung Hải
| Năm       | Kết quả | St | T | T+ | B | BT | BB | HS  |
| --------- | ------- | -- | - | -- | - | -- | -- | --- |
| Ý 2015    | Hạng 11 | 5  | 1 | 0  | 4 | 13 | 43 | –30 |
| Tổng cộng | 1/1     | 5  | 1 | 0  | 4 | 13 | 43 | –30 |